# Hino da Proclamação da República
O Hino à Proclamação da República do Brasil tem letra de Medeiros e Albuquerque (1867-1934) e música de Leopoldo Américo Miguez (1850-1902). Publicada no Diário Oficial de 21 de janeiro de 1890.
Em janeiro de 1890, o governo provisório do Marechal Deodoro da Fonseca lançou um concurso visando a oficialização de um novo hino para o Brasil. Leopoldo e Medeiros venceram o concurso, mas o hino acabou não sendo utilizado como o novo hino do país devido a protestos da população. Em um decreto no mesmo mês do concurso, o governo brasileiro estipulou que a criação fosse empregada como sendo o Hino da Proclamação da República.